# محمدحسین محمدیان
محمدحسین محمدیان (زادهٔ ۲۸ مرداد ۱۳۷۱ - ساری) کشتی‌گیر آزادکار ایرانی است. وی فرزند عسکری محمدیان است. او نخستین حضورش در بازی‌های جهانی را با دستیابی به نشان برنز وزن ۸۶ کیلوگرم مسابقات قهرمانی کشتی جهان ۲۰۱۴ پشت سر گذاشت.
در ۱ اکتبر ۲۰۱۵، UWW اعلام کرد محمدیان به دلیل مصرف مادهٔ متا استرون متا بولایت و مثبت شدن آزمایش دوپینگ به مدت چهار سال از حضور در کلیهٔ رقابت‌های ورزشی محروم شده‌است.
وی در سال ۲۰۱۹ و پس از چهار سال محرومیت به میدان‌های ورزشی بازگشت. او سابقه حضور در المپیک ۲۰۲۰ توکیو را دارد.این کشتی گیر یکی از مدعیان اصلی وزن ۹۷کیلوگرم در ایران به حساب می آید.
همچنین وی از اقوام محمد میرمحمدیان می باشد
و هم اکنون ایشان به عنوان مربی تیم ملی کشتی جوانان و نوجوانان آزادکار مشغول به انتقال تجربیات خود هستند..

## زندگی‌نامه
محمدحسین محمدیان در ۲۸ مرداد ۱۳۷۱ در ساری به دنیا آمد.
او پسر عسکری محمدیان، از قهرمانان به‌نام کشتی ایران و دارندهٔ یک نشان نقرهٔ جهان و دو نشان نقره المپیک و قهرمان پیشین آسیا می‌باشد.
محمدحسین، نخستین فرزند خانواده می‌باشد و دارای یک برادر و یک خواهر کوچکتر از خود می‌باشد.
وی دانشجوی فوق لیسانس در رشته علوم قضایی است و در دانشگاه آزاد اسلامی شهرستان ساری تحصیل می‌کند.

## فعالیت ورزشی

### مسابقات یونیورسیاد ۲۰۱۳
محمدیان در یونیورسیاد تابستانی ۲۰۱۳ در کازان، روسیه توانست نشان برنز رقابت‌ها در وزن ۸۴ کیلوگرم را به گردن بیاویزد. وی ابتدا اد راس از آمریکا را ۷ بر صفر مغلوب کرد و در دور دوم موسی مرتضی علی‌اف نائب قهرمان اروپا از ارمنستان را ۸ بر ۴ برد و در دور سوم مقابل شامیل کودیا ماگموداف ۷ بر ۵ شکست خورد. با توجه به حضور این کشتی‌گیر روس در دیدار نهایی، محمدیان به گروه شانس دوباره راه یافت. وی در این مرحله مقابل اصلان کاخیدزه از قزاقستان با نتیجه ۱۰ بر ۶ به برتری دست یافت تا برای کسب مدال برنز به مصاف الکساندر گوتسیف از آذربایجان برود. محمدیان در دیدار رده‌بندی مقابل حریف آذربایجانی خود که دارندهٔ نشان برنز جوانان اروپا بود، با نتیجهٔ ۴ بر ۳ به برتری رسید و به مقام سوم رسید.

### قهرمانی جهان ۲۰۱۴
محمدیان در نخستین تجربهٔ حضور در رقابت‌های جهانی در دور نخست با نتیجهٔ ۱۰ بر صفر آردین آبو از برزیل را شکست داد. وی در دور دوم با نتیجه ۷ بر ۴ از سد ادوارد روت از آمریکا گذشت. محمدیان در دور سوم پترو سبالوس از ونزوئلا را ۸ بر ۶ مغلوب کرد. وی در مرحلهٔ یک‌چهارم نهایی مقابل رینیریس سالاس از کوبا نایب قهرمان جهان با نتیجه ۴ بر ۲ مغلوب شد و با توجه به حضور سالاس در دیدار فینال، محمدیان به گروه شانس مجدد راه یافت. محمدیان در این مرحله مقابل آتسوشی ماتسوموتو از ژاپن با نتیجهٔ ۱۰ بر صفر به برتری دست یافت و به دیدار رده‌بندی راه یافت. محمدیان با پیروزی ۱۱ بر ۲ مقابل عظمت عثمانوف کشتی‌گیر آذربایجانی، نشان برنز وزن ۸۶ کیلوگرم مسابقات قهرمانی جهان ۲۰۱۴ در تاشکند را از آن خود کرد.

### قهرمانی آسیا ۲۰۱۵
محمدیان در مسابقات قهرمانی کشتی آسیا ۲۰۱۵ در سالن اسپایر دوحه، ابتدا رستم اسکندریان از تاجیکستان را ۱۳ بر ۲ شکست داد. سپس تاکاشی یاماگوچی ژاپنی را ۱۴ بر ۹ شکست داد و در دیدار پایانی برابر ماگومد موسائف قهرمان بازی‌های آسیایی از قرقیزستان با حساب ۱۰ بر ۳ به پیروزی رسید و صاحب گردن‌آویز طلا در وزن ۹۷ کیلوگرم شد.

### بازی‌های نظامیان جهان ۲۰۱۹
در بازی‌های نظامیان جهان ۲۰۱۹ در ووهان، چین، محمدحسین محمدیان در وزن ۹۷ کیلوگرم در کشتی نخست با نتیجهٔ ۱۳ بر ۲ مقابل آندری ولاسوف از اوکراین پیروز شد. وی در دور بعد با نتیجهٔ ۱۲ بر صفر محمد فردج از الجزایر را مغلوب کرد و در نیمه‌نهایی نیز ولادیسلاو بایتسایف قهرمان اروپا از روسیه را با حساب ۱۱ بر صفر از پیش رو برداشت و راهی دیدار نهایی شد. محمدیان در دیدار پایانی برابر الکساندر هوشتین دارندهٔ مدال نقره اروپا از کشور بلاروس به میدان رفت و در پایان با نتیجهٔ ۳ بر ۲ به برتری رسید و تنها نشان طلای ایران در این رقابت‌ها را بر گردن آویخت.

### سری رنکینگ متئو پلیکونه ۲۰۲۰
محمدیان در رم توانست بدون از دست دادن امتیاز مدال طلای مسابقات جام متئو پلیکونه ایتالیا و نخستین مرحله از مسابقات سری رنکینگ در سال ۲۰۲۰، در وزن ۹۷ کیلوگرم آزاد را به‌دست‌آورد. وی ابتدا علیشیر یرگالی قزاقستانی را ۱۳ بر صفر شکست داد و در دور دوم بو نیکال، قهرمان رقابت‌های زیر ۲۳ سال جهان ۲۰۱۹ از ایالات متحده را ۱۰ بر صفر از پیش رو برداشت. او در دور سوم، در حالی که با حساب هشت بر صفر از کایل اسنایدر آمریکایی پیش بود، توانست این قهرمان جهان و المپیک را ضربهٔ فنی کند و راهی مرحلهٔ نیمه‌نهایی شود. محمدیان در این مرحله در یک رقابت یک طرفه با نتیجهٔ ۱۱ بر صفر از سد آبراهام کونیدو دارندهٔ مدال برنز جهان از ایتالیا گذشت و راهی دیدار نهایی شد. حریف وی در این دیدار الکساندر هوشتین بلاروسی بود که در رقابت پایانی بازی‌های نظامیان جهان ۲۰۱۹ با او سرشاخ شده بود. محمدیان این‌بار توانست با نتیجهٔ ۹ بر ۰ نایب قهرمان اروپا را شکست دهد و قهرمان رقابت‌ها شود.

### جام زیلکوفسکی ۲۰۲۱
محمدیان در این مسابقات که به منظور انتخابی المپیک برگزار شده بود توانست در گام نخست با نتیجه ۱۱ بر ۰ از سد کالین مور آمریکایی بگذرد و سپس با نتیجه ۱۰ بر ۰ توانست بر حریف قزاقستانی خود غلبه کند و به نیمه نهایی صعود کرد؛او در نیمه نهایی با پیروزی ۲ بر ۲ مقابل علیرضا کریمی به فینال صعود کرد و در فینال با برتری ۱ بر ۱ مقابل علی شعبانی موفق به کسب مدال طلای این مسابقات و کسب سهمیه المپیک ۲۰۲۰ شود.

### المپیک ۲۰۲۰ توکیو
محمدیان در المپیک ۲۰۲۰ توکیو در گام نخست مقابل الیزبار اودیکادزه کشتی‌گیر گرجستانی ۶ بر ۳ متحمل شکست شد و با توجه به شکست اودیکادزه در مرحله ۱/۴ نهایی مقابل عبدالرشید سعدالله‌اف از گردانه این رقابت ها حذف شد.

### قهرمانی آسیا ۲۰۲۲
در وزن ۹۷ کیلوگرم محمدحسین محمدیان در دور اول با نتیجه ۱۰ بر صفر ضیامحمد صفراف از ترکمنستان را از پیش رو برداشت. وی در دور بعد و در مرحله نیمه نهایی با نتیجه ۱۰ بر صفر از سد ساتیوارت کادیان دارنده مدال نقره آسیا از هند گذشت و به دیدار فینال راه یافت. محمدیان در دیدار پایانی در یک دیدار زیبا با نتیجه ۱۱ بر صفر باتزول اولزیسایخان از مغولستان را مغلوب کرد و به مدال طلا دست یافت.

### قهرمانی جهان ۲۰۲۲
در وزن ۹۷ کیلوگرم محمدحسین محمدیان دارنده مدال برنز جهان پس از استراحت در دور اول در دور دوم ساموئل شرر از سوئیس را با نتیجه ۱۰ بر صفر شکست داد و به مرحله یک چهارم نهایی راه پیدا کرد. دارنده مدال برنز جهان در این مرحله نیز محمد زاکاریف از اوکراین را ۸ بر ۵ شکست داد و راهی نیمه‌نهایی شد. محمدیان در دیدار نیمه نهایی به مصاف کایل اسنایدر دارنده طلا و نقره المپیک و ۲ طلا، ۲ نقره و یک برنز قهرمانی جهان از آمریکا و با ارایه مبارزه دور از انتظار با نتیجه ۴ بر ۲ شکست خورد و از صعود به فینال بازماند. محمدیان در مبارزه رده‌بندی به مصاف ماگومدخان ماگومدوف از جمهوری آذربایجان رفت و در حالی که از حریف خود پیش بود با ضربه فنی شکست خورد و در رده پنجم قرار گرفت. البته مصدومیت و خونریزی از سر او به نوعی تمرکز او را به هم ریخت و نتوانست کشتی قابل قبولی را ارائه کند.

### قهرمانی آسیا ۲۰۲۴
در وزن ۹۷ کیلوگرم محمدحسین محمدیان پس از استراحت در دور اول، در دور دوم با نتیجه ۱۰ بر صفر باتزول اولزیسایخان دارنده مدال نقره آسیا از مغولستان را مغلوب کرد و به مرحله نیمه نهایی راه یافت. وی در این مرحله در مصاف با احمد تاژدینوف قهرمان جهان و بازی های آسیایی از بحرین با نتیجه ۸ بر ۲ مغلوب شد و به دیدار رده بندی رفت. محمدیان در این دیدار با نتیجه ۷ بر صفر هیبیکی ایتو از ژاپن را مغلوب کرد و صاحب مدال برنز شد.

## محرومیت
در ۲۲ آذر ۱۳۹۴، اتحادیهٔ جهانی کشتی از مثبت بودن آزمایش دوپینگ محمدحسین محمدیان و طالب نعمت‌پور خبر داد. محمدیان چهار سال و نعمت‌پور که چند ماه پیش از این خبر از دنیای کشتی خداحافظی کرده بود، برای همیشه از شرکت در مسابقات محروم شدند.
در همین رابطه علیرضا رضایی، سخنگوی فدراسیون کشتی گفت: «محمدیان زمانی که به عنوان نفر ذخیره برای رقابت‌های جهانی انتخاب شد از اردو خارج شده، و پس از آن برای ادامه درمان شکستگی استخوان مچ پای خود که حدود هشت ماه پیش اتفاق افتاده بود، به پزشک خود در شهرستان مراجعه کرده و متأسفانه پزشک ذیربط بدون آگاهی اقدام به تجویز دارویی جهت ترمیم بافت استخوانی محمدیان نموده که حاوی مواد ممنوعه بوده‌است. محمدیان نیز که خارج از اردو بوده، بدون مشورت پزشکان تیم ملی و از روی ناآگاهی این دارو را مصرف کرده و چون گمان نمی‌کرده مسئله‌ای وجود دارد، به کمیتهٔ پزشکی فدراسیون نیز اطلاعی نداده و با توجه به حضور سرزدهٔ مأموران «وادا»، در تست دوپینگ حضور یافته و چون هیچ اطلاعی از ممنوعیت داروی مورد استفاده خود نداشته، در فرم ذیربط، استفاده از داروی مذکور را جهت ترمیم شکستگی استخوان خود قید نکرده و متأسفانه به دلیل استفاده از داروی ترمیمی استخوان، چهار سال از حضور در رقابت‌های کشتی محروم شده‌است.» بعدها محمدیان گفت «این سناریو توسط کمیتهٔ پزشکی فدراسیون کشتی ساخته شده بود تا شاید میزان محرومیت کمتر بشود اما محرومیت کاهش نیافت و دفاعیه‌ای که توسط کمیتهٔ پزشکی فدراسیون کشتی ایران به فدراسیون جهانی و وادا ارسال شده بود نه تنها کمکی نکرده بود، بلکه کار را خراب‌تر کرده بود و به دلیل عدم حسن نیت، روی پروندهٔ من حساس شدند و باعث شد که حداکثر محرومیت را برای من در نظر بگیرند».
محرومیت چهارسالهٔ محمدیان در ۵ مهر ۱۳۹۸ پایان پذیرفت و وی جواز حضور دوباره در رقابت‌ها را به‌دست‌آورد.

## رکورد کشتی آزاد
| رقابت‌های بین‌المللی کشتی آزاد بزرگسالان                           | رقابت‌های بین‌المللی کشتی آزاد بزرگسالان       | رقابت‌های بین‌المللی کشتی آزاد بزرگسالان       | رقابت‌های بین‌المللی کشتی آزاد بزرگسالان       | رقابت‌های بین‌المللی کشتی آزاد بزرگسالان       | رقابت‌های بین‌المللی کشتی آزاد بزرگسالان       | رقابت‌های بین‌المللی کشتی آزاد بزرگسالان       |
| نتیجه.                                                           | رکورد                                        | رقیب                                         | امتیاز                                       | تاریخ                                        | رویداد                                       | مکان                                         |
| رقابت انتخابی المپیک آسیا ۲۰۲۱ در ۹۷ کیلوگرم                     | رقابت انتخابی المپیک آسیا ۲۰۲۱ در ۹۷ کیلوگرم | رقابت انتخابی المپیک آسیا ۲۰۲۱ در ۹۷ کیلوگرم | رقابت انتخابی المپیک آسیا ۲۰۲۱ در ۹۷ کیلوگرم | رقابت انتخابی المپیک آسیا ۲۰۲۱ در ۹۷ کیلوگرم | رقابت انتخابی المپیک آسیا ۲۰۲۱ در ۹۷ کیلوگرم | رقابت انتخابی المپیک آسیا ۲۰۲۱ در ۹۷ کیلوگرم |
| ---------------------------------------------------------------- | -------------------------------------------- | -------------------------------------------- | -------------------------------------------- | -------------------------------------------- | -------------------------------------------- | -------------------------------------------- |
| برد                                                              | ۴۶–۹                                         | محمد ابراهیم‌اف                               | ۹–۰                                          | ۱۱ آوریل ۲۰۲۱                                | رقابت انتخابی المپیک آسیا ۲۰۲۱               | آلماتی                                       |
| برد                                                              | ۴۵–۹                                         | Satyawart Kadian                             | امتیاز فنی عالی ۱۰–۰                         | ۱۱ آوریل ۲۰۲۱                                | رقابت انتخابی المپیک آسیا ۲۰۲۱               | آلماتی                                       |
| برد                                                              | ۴۴–۹                                         | Zyýamuhammet Saparow                         | امتیاز فنی عالی ۱۵–۴                         | ۱۱ آوریل ۲۰۲۱                                | رقابت انتخابی المپیک آسیا ۲۰۲۱               | آلماتی                                       |
| برد                                                              | ۴۳–۹                                         | Naoya Akaguma                                | امتیاز فنی عالی ۱۱–۰                         | ۱۱ آوریل ۲۰۲۱                                | رقابت انتخابی المپیک آسیا ۲۰۲۱               | آلماتی                                       |
| انتخابی تیم جهانی ایران ۲۰۲۰ در ۹۷ کیلوگرم                       |                                              |                                              |                                              |                                              |                                              |                                              |
| باخت                                                             | ۴۲–۹                                         | علی شعبانی                                   | ۰–۴                                          | ۵ نوامبر ۲۰۲۰                                | انتخابی تیم جهانی ایران ۲۰۲۰                 | تهران                                        |
| باخت                                                             | ۴۲–۸                                         | علی شعبانی                                   | ۴–۸                                          | ۵ نوامبر ۲۰۲۰                                | انتخابی تیم جهانی ایران ۲۰۲۰                 | تهران                                        |
| برد                                                              | ۴۲–۷                                         | مجتبی گلیج                                   | ۲–۱                                          | ۵ نوامبر ۲۰۲۰                                | انتخابی تیم جهانی ایران ۲۰۲۰                 | تهران                                        |
| برد                                                              | ۴۱–۷                                         | Danial Shariati                              | ۵–۰                                          | ۵ نوامبر ۲۰۲۰                                | انتخابی تیم جهانی ایران ۲۰۲۰                 | تهران                                        |
| سری رنکینگ متئو پلیکونه ۲۰۲۰ در ۹۷ کیلوگرم                       |                                              |                                              |                                              |                                              |                                              |                                              |
| برد                                                              | ۴۰–۷                                         | الکساندر هوشتین                              | ۹–۰                                          | ۱۸–۱۵ ژانویه ۲۰۲۰                            | سری رنکینگ متئو پلیکونه ۲۰۲۰                 | رم                                           |
| برد                                                              | ۳۹–۷                                         | آبراهام کونیدو                               | امتیاز فنی عالی ۱۱–۰                         | ۱۸–۱۵ ژانویه ۲۰۲۰                            | سری رنکینگ متئو پلیکونه ۲۰۲۰                 | رم                                           |
| برد                                                              | ۳۸–۷                                         | کایل اسنایدر                                 | ضربه فنی                                     | ۱۸–۱۵ ژانویه ۲۰۲۰                            | سری رنکینگ متئو پلیکونه ۲۰۲۰                 | رم                                           |
| برد                                                              | ۳۷–۷                                         | Bo Nickal                                    | امتیاز فنی عالی ۱۰–۰                         | ۱۸–۱۵ ژانویه ۲۰۲۰                            | سری رنکینگ متئو پلیکونه ۲۰۲۰                 | رم                                           |
| برد                                                              | ۳۶–۷                                         | علیشیر یرگالی                                | امتیاز فنی عالی ۱۱–۰                         | ۱۸–۱۵ ژانویه ۲۰۲۰                            | سری رنکینگ متئو پلیکونه ۲۰۲۰                 | رم                                           |
| جام باشگاه‌های جهان ۲۰۱۹ همراه تیم بازار بزرگ ایران در ۹۷ کیلوگرم |                                              |                                              |                                              |                                              |                                              |                                              |
| برد                                                              | ۳۵–۷                                         | Hossein Shahbazi                             | ۹–۰                                          | ۲۱–۱۷ دسامبر ۲۰۱۹                            | جام باشگاه‌های جهان ۲۰۱۹                      | بجنورد، ایران                                |
| برد                                                              | ۳۴–۷                                         | FF                                           | کناره‌گیری                                    | ۲۱–۱۷ دسامبر ۲۰۱۹                            | جام باشگاه‌های جهان ۲۰۱۹                      | بجنورد، ایران                                |
| برد                                                              | ۳۳–۷                                         | Givi Gogoberishvili                          | امتیاز فنی عالی ۱۳–۲                         | ۲۱–۱۷ دسامبر ۲۰۱۹                            | جام باشگاه‌های جهان ۲۰۱۹                      | بجنورد، ایران                                |
| بازی‌های جهانی نظامی ۲۰۱۹ در ۹۷ کیلوگرم                           |                                              |                                              |                                              |                                              |                                              |                                              |
| برد                                                              | ۳۲–۷                                         | الکساندر هوشتین                              | ۳–۲                                          | ۲۴–۲۱ اکتبر ۲۰۱۹                             | بازی‌های جهانی نظامی ۲۰۱۵                     | ووهان                                        |
| برد                                                              | ۳۱–۷                                         | Vladislav Baitcaev                           | امتیاز فنی عالی ۱۱–۰                         | ۲۴–۲۱ اکتبر ۲۰۱۹                             | بازی‌های جهانی نظامی ۲۰۱۵                     | ووهان                                        |
| برد                                                              | ۳۰–۷                                         | محمد فردج                                    | امتیاز فنی عالی ۱۲–۰                         | ۲۴–۲۱ اکتبر ۲۰۱۹                             | بازی‌های جهانی نظامی ۲۰۱۵                     | ووهان                                        |
| برد                                                              | ۲۹–۷                                         | Andry Vlasov                                 | امتیاز فنی عالی ۱۳–۲                         | ۲۴–۲۱ اکتبر ۲۰۱۹                             | بازی‌های جهانی نظامی ۲۰۱۵                     | ووهان                                        |
| اوپن لهستان ۲۰۱۵ در ۹۷ کیلوگرم                                   |                                              |                                              |                                              |                                              |                                              |                                              |
| برد                                                              | ۲۸–۷                                         | ابراهیم بولکباشی                             | کناره‌گیری                                    | ۲۶–۲۴ ژوئیه ۲۰۱۵                             | اوپن لهستان ۲۰۱۵                             | ورشو                                         |
| برد                                                              | ۲۷–۷                                         | Toshihiro Yamaguchi                          | ۱۰–۱                                         | ۲۶–۲۴ ژوئیه ۲۰۱۵                             | اوپن لهستان ۲۰۱۵                             | ورشو                                         |
| باخت                                                             | ۲۶–۷                                         | الیزبار اودیکادزه                            | ۲–۵                                          | ۲۶–۲۴ ژوئیه ۲۰۱۵                             | اوپن لهستان ۲۰۱۵                             | ورشو                                         |
| برد                                                              | ۲۶–۶                                         | Ivan Yankovsk                                | کناره‌گیری                                    | ۲۶–۲۴ ژوئیه ۲۰۱۵                             | اوپن لهستان ۲۰۱۵                             | ورشو                                         |
| برد                                                              | ۲۵–۶                                         | Héctor Rodríguez Iglesias                    | امتیاز فنی عالی ۱۱–۰                         | ۲۶–۲۴ ژوئیه ۲۰۱۵                             | اوپن لهستان ۲۰۱۵                             | ورشو                                         |
| جام استفان سارگیسیان ۲۰۱۵ در ۹۷ کیلوگرم                          |                                              |                                              |                                              |                                              |                                              |                                              |
| برد                                                              | ۲۴–۶                                         | پاولو اولینیک                                | ۲–۱                                          | ۱۹–۱۸ ژوئیه ۲۰۱۵                             | جام استفان سارگیسیان ۲۰۱۵                    | ایروان                                       |
| برد                                                              | ۲۳–۶                                         | Wynn Michalak                                | ۹–۳                                          | ۱۹–۱۸ ژوئیه ۲۰۱۵                             | جام استفان سارگیسیان ۲۰۱۵                    | ایروان                                       |
| برد                                                              | ۲۲–۶                                         | Evgeniy Kolomiets                            | ۷–۰                                          | ۱۹–۱۸ ژوئیه ۲۰۱۵                             | جام استفان سارگیسیان ۲۰۱۵                    | ایروان                                       |
| برد                                                              | ۲۱–۶                                         | ماگومدگادجی نوروف                            | ۱۲–۱۰                                        | ۱۹–۱۸ ژوئیه ۲۰۱۵                             | جام استفان سارگیسیان ۲۰۱۵                    | ایروان                                       |
| قهرمانی آسیا ۲۰۱۵ در ۹۷ کیلوگرم                                  |                                              |                                              |                                              |                                              |                                              |                                              |
| برد                                                              | ۲۰–۶                                         | ماگومد موسائف                                | ۱۰–۳                                         | ۱۰–۶ مه ۲۰۱۵                                 | قهرمانی آسیا ۲۰۱۵                            | دوحه                                         |
| برد                                                              | ۱۹–۶                                         | Takeshi Yamaguchi                            | ۱۴–۹                                         | ۱۰–۶ مه ۲۰۱۵                                 | قهرمانی آسیا ۲۰۱۵                            | دوحه                                         |
| برد                                                              | ۱۸–۶                                         | رستم اسکندری                                 | امتیاز فنی عالی ۱۳–۲                         | ۱۰–۶ مه ۲۰۱۵                                 | قهرمانی آسیا ۲۰۱۵                            | دوحه                                         |
| برد                                                              | ۱۷–۶                                         | Alikhan Jumayev                              | ۵–۲                                          | ۱۰–۶ مه ۲۰۱۵                                 | قهرمانی آسیا ۲۰۱۵                            | دوحه                                         |
| جام جهانی ۲۰۱۵ همراه تیم ایران در ۹۷ کیلوگرم                     |                                              |                                              |                                              |                                              |                                              |                                              |
| باخت                                                             | ۱۶–۶                                         | جیک وارنر                                    | ۳–۳                                          | ۱۲–۱۱ آوریل ۲۰۱۵                             | جام جهانی ۲۰۱۵                               | لس آنجلس                                     |
| برد                                                              | ۱۶–۵                                         | ابراهیم بولکباشی                             | ۴–۴                                          | ۱۲–۱۱ آوریل ۲۰۱۵                             | جام جهانی ۲۰۱۵                               | لس آنجلس                                     |
| جایزه بزرگ پاریس ۲۰۱۵ در ۹۷ کیلوگرم                              |                                              |                                              |                                              |                                              |                                              |                                              |
| باخت                                                             | ۱۵–۵                                         | شریف شریفف                                   | ۴–۶                                          | ۳۱ ژانویه – ۱ فوریه ۲۰۱۵                     | جایزه بزرگ پاریس ۲۰۱۵                        | پاریس                                        |
| برد                                                              | ۱۵–۴                                         | پاولو اولینیک                                | ۶–۲                                          | ۳۱ ژانویه – ۱ فوریه ۲۰۱۵                     | جایزه بزرگ پاریس ۲۰۱۵                        | پاریس                                        |
| برد                                                              | ۱۴–۴                                         | Milliere Quentin                             | امتیاز فنی عالی ۱۰–۰                         | ۳۱ ژانویه – ۱ فوریه ۲۰۱۵                     | جایزه بزرگ پاریس ۲۰۱۵                        | پاریس                                        |
| برد                                                              | ۱۳–۴                                         | Cui Xiaocheng                                | امتیاز فنی عالی ۱۱–۰                         | ۳۱ ژانویه – ۱ فوریه ۲۰۱۵                     | جایزه بزرگ پاریس ۲۰۱۵                        | پاریس                                        |
| قهرمانی جهان ۲۰۱۴ در ۸۶ کیلوگرم                                  |                                              |                                              |                                              |                                              |                                              |                                              |
| برد                                                              | ۱۲–۴                                         | Gamzat Osmanov                               | ۱۱–۲                                         | ۸ سپتامبر ۲۰۱۴                               | قهرمانی جهان ۲۰۱۴                            | تاشکند                                       |
| برد                                                              | ۱۱–۴                                         | Shinya Matsumoto                             | امتیاز فنی عالی ۱۰–۰                         | ۸ سپتامبر ۲۰۱۴                               | قهرمانی جهان ۲۰۱۴                            | تاشکند                                       |
| باخت                                                             | ۱۰–۴                                         | رینیریس سالاس                                | ۲–۴                                          | ۸ سپتامبر ۲۰۱۴                               | قهرمانی جهان ۲۰۱۴                            | تاشکند                                       |
| برد                                                              | ۱۰–۳                                         | پترو سبالوس                                  | ۸–۶                                          | ۸ سپتامبر ۲۰۱۴                               | قهرمانی جهان ۲۰۱۴                            | تاشکند                                       |
| برد                                                              | ۹–۳                                          | Ed Ruth                                      | ۷–۴                                          | ۸ سپتامبر ۲۰۱۴                               | قهرمانی جهان ۲۰۱۴                            | تاشکند                                       |
| برد                                                              | ۸–۳                                          | Adrian Jaoude                                | امتیاز فنی عالی ۱۰–۰                         | ۸ سپتامبر ۲۰۱۴                               | قهرمانی جهان ۲۰۱۴                            | تاشکند                                       |
| اوپن لهستان ۲۰۱۴ در ۸۴ کیلوگرم                                   |                                              |                                              |                                              |                                              |                                              |                                              |
| برد                                                              | ۷–۳                                          | آمارهاجی ماهامدائو                           | کناره‌گیری                                    | ۳–۲ اوت ۲۰۱۴                                 | اوپن لهستان ۲۰۱۴                             | دومبرووه گورنیچا                             |
| برد                                                              | ۶–۳                                          | Shinya Matsumoto                             | امتیاز فنی عالی ۱۰–۰                         | ۳–۲ اوت ۲۰۱۴                                 | اوپن لهستان ۲۰۱۴                             | دومبرووه گورنیچا                             |
| باخت                                                             | ۵–۳                                          | ایستوان ورب                                  | ۴–۵                                          | ۳–۲ اوت ۲۰۱۴                                 | اوپن لهستان ۲۰۱۴                             | دومبرووه گورنیچا                             |
| برد                                                              | ۵–۲                                          | Ahmet Bilici                                 | ۸–۷                                          | ۳–۲ اوت ۲۰۱۴                                 | اوپن لهستان ۲۰۱۴                             | دومبرووه گورنیچا                             |
| بین‌المللی علی علیف ۲۰۱۴ هفدهم در ۸۶ کیلوگرم                      |                                              |                                              |                                              |                                              |                                              |                                              |
| باخت                                                             | ۴–۲                                          | Anzor Urishev                                | ۱–۷                                          | ۲۵–۲۴ مه ۲۰۱۴                                | بین‌المللی علی علیف ۲۰۱۴                      | مخاچ‌قلعه                                     |
| برد                                                              | ۴–۱                                          | گابور هاتوس                                  | ۱–۱                                          | ۲۵–۲۴ مه ۲۰۱۴                                | بین‌المللی علی علیف ۲۰۱۴                      | مخاچ‌قلعه                                     |
| بازی‌های جهانی دانشگاهی ۲۰۱۳ در ۸۴ کیلوگرم                        |                                              |                                              |                                              |                                              |                                              |                                              |
| برد                                                              | ۳–۱                                          | Aslan Kakhidze                               | ۱۰–۶                                         | ۱۶–۱۱ ژوئیه ۲۰۱۳                             | بازی‌های جهانی دانشگاهی ۲۰۱۳                  | کازان                                        |
| باخت                                                             | ۲–۱                                          | Shamil Kudiyamagomedov                       | ۵–۷                                          | ۱۶–۱۱ ژوئیه ۲۰۱۳                             | بازی‌های جهانی دانشگاهی ۲۰۱۳                  | کازان                                        |
| برد                                                              | ۲–۰                                          | موسی مرتضی‌علیف                               | ۸–۴                                          | ۱۶–۱۱ ژوئیه ۲۰۱۳                             | بازی‌های جهانی دانشگاهی ۲۰۱۳                  | کازان                                        |
| برد                                                              | ۱–۰                                          | Ed Ruth                                      | امتیاز فنی عالی ۱۰–۰                         | ۱۶–۱۱ ژوئیه ۲۰۱۳                             | بازی‌های جهانی دانشگاهی ۲۰۱۳                  | کازان                                        |